# Kakanamane, Sakleshpur
Kakanamane là một làng thuộc tehsil Sakleshpur, huyện Hassan, bang Karnataka, Ấn Độ.